# 欧州懐疑主義

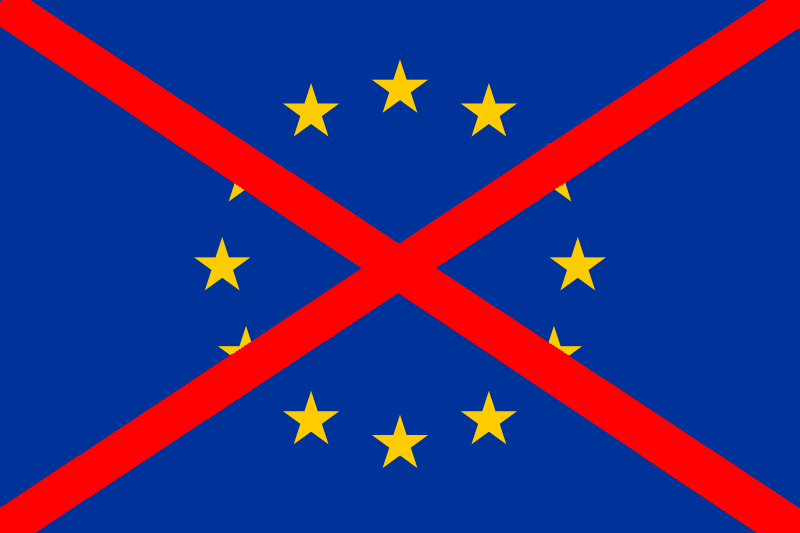
反欧州連合を表す旗

欧州懐疑主義（おうしゅうかいぎしゅぎ、英語: Euroskepticism）とは、ヨーロッパの統合過程に対して反発する理念や思想。EU懐疑論などともいう。

## 概要
もともとはイギリスで欧州経済共同体に加盟することに党として賛成した労働党や保守党の内部でも懐疑的であった一派のことを指していた。その後欧州懐疑主義の示すものは拡大され、欧州連合そのものやその政策、ユーロの導入、将来における超国家、連邦制、国家連合といった形態の汎ヨーロッパ的な統合体の設立・移行といったものに対する懐疑論や批判論も指すようになった。欧州懐疑主義 「Euroskepticism」という言葉はほかのヨーロッパの言語にも外来語や翻訳借用といった形で浸透し、たとえばフランス語では Euroscepticisme 、ドイツ語では Europaskepsis といった言葉が使われるようになった。
欧州懐疑主義は国民国家、国家主権といった概念と関連づけられることがあり、典型的なものとして欧州共同体設立条約前文にある「限りなく連合体に近い ( 「ever closer union」 ) 」という表現が主権侵害に当たるという懸念から煽り立てられることがある。しかし欧州懐疑主義はイデオロギーとしては十分な定義がなされておらず、また懐疑論者もヨーロッパに対する展望と、その展望と現実との違いの感じ方によってさまざまである。
すなわち、ヨーロッパの「連合体」（または別の名称について異なる形態を模索する者もいれば、ヨーロッパの統合過程を転換させようと考える者、居住する国を欧州連合から脱退させようとする者、欧州連合そのものを完全に解消させようとする者など、欧州懐疑論者とはさまざまなものを指す。また欧州連合の政治をきわめて官僚的で非民主的と考えるものもおり、そのため解消という手段ではなく欧州連合という枠組み内で変えていこうとするものもいる。

## 欧州政治への影響
- 91–100%
- 81–90%
- 71–80%
- 61–70%
- 51–60%
- –50%

「欧州連合加盟の恩恵を受けていると思いますか?」という質問に「恩恵を受けている」と答えた人の割合

当初、欧州懐疑主義は北欧諸国で強く見られた。例えばイギリス、スウェーデン、デンマークは欧州連合の経済通貨統合には参加していない。非加盟国であるノルウェー、アイスランド、またスイスもとりわけドイツ語圏の州では欧州連合との関係の拡大や加盟について消極的である。近年では中東欧の比較的新しい加盟国や、長年加盟を求めてきたトルコにおいても欧州連合に懐疑的な傾向が強まっている。
欧州連合の世論調査実施機関であるユーロバロメータによると、自国は欧州連合に加盟していることで利益を受けていると感じているかという質問に対して、「はい」と回答したのはスウェーデンでは10人中3人未満、イギリスでは10人中4人強にとどまっている。大陸ヨーロッパ諸国では欧州連合支持の傾向が強いものの、すべての国において何らかの形態で懐疑的な動きが存在している。2004年の新規加盟国の中ではチェコが最も懐疑的であるという傾向がある。
欧州懐疑主義は次のような形で表れている。
- 2005年、フランスとオランダで欧州憲法条約批准が国民投票で拒否される。
- ノルウェーで欧州連合加盟が過去2度にわたって国民投票で拒否される。
- スイスで欧州経済領域参加が国民投票で拒否される。
- デンマークでマーストリヒト条約批准が国民投票で拒否される（のちに改めて国民投票が実施され、批准が承認される）。
- デンマークでユーロ導入が国民投票で拒否される。
- アイルランドでニース条約批准が国民投票で拒否される（のちに改めて国民投票が実施され、批准が承認される）。
- スウェーデンでユーロ導入が2003年9月14日実施の国民投票で拒否される。
- アイスランドが欧州連合に未加盟である（ただしEFTAには加盟）。
- グリーンランドが1979年の自治権を得たさいに、欧州連合（当時は欧州諸共同体）の脱退を選択する。
- イギリスがシェンゲン協定や経済通貨統合に消極的であり、2016年にはEUからの脱退を宣言。

2010年以降の欧州の通貨危機によってギリシャ、スペインといった南欧の諸国が経済危機に陥り、ドイツなどがそれを財政支援する形になったため、支援をする側ではこれに不満を持つ人々が増加している。ドイツでは2013年の連邦議会選挙でドイツのEUからの離脱を掲げる新党「ドイツのための選択肢」が議席獲得に必要な5%に迫る(4.7%)得票を得ており、やはり2013年に行われたオーストリアの国民議会（下院）選挙でも反ユーロを掲げる極右の自由党が議席を伸ばすなど、通貨危機をきっかけに各国で反ユーロ、反欧州連合をとなえる政党が勢力を拡大させている。

## 問題
欧州懐疑主義で焦点となっている問題は国ごとに異なっている。
欧州連合域外のヨーロッパ諸国では加盟したさいに不利となる点に関心が集まっている。たとえばノルウェーやアイスランドの場合では欧州連合の共通漁業政策の影響がもっとも懸念されている。既存の加盟国で通貨統合の対象外となっているイギリス、デンマーク、スウェーデンでは、欧州連合に関与していることによるほかのさまざまな点に加えて、ユーロを導入したときの不利となる点が注目されている。また経済通貨統合に反対する主張には、安定・成長協定が一貫性なく適用されるという不満や、最近ではユーロを導入しないことを選択した諸国の経済圏と比較して、ユーロ圏の成長が鈍いということに基づくものもある。
多くの欧州懐疑論者が欧州連合に内在する特性を問題に挙げている一方で、一部には欧州連合という理念そのものが、自らが主体となる非民主的な超国家を創設しようと目論む官僚の謀略であるという主張を唱える者がいる。

### 中央集権的体制
欧州懐疑論者は集権化されたヨーロッパ超国家体制、例えばアメリカ合衆国にならってヨーロッパ合衆国を創設するようなこの考え方は、現在の統合論者の潮流から当然の帰結と見られているが、そういったものには反対している。この概念は決してすべてではないが一部の汎ヨーロッパ主義者で議論されている。

### 主権の軽視
欧州懐疑論者は国家主権を軽んじると見ている現在、あるいは過去に提起された議論についても反対している。
- 欧州緊急対応部隊の創設案
- 欧州憲法条約草案
- 欧州検察庁の設立案、欧州司法機構 (Eurojust) の設立
- 欧州刑事警察機構 (Europol) の強制力を持つ権限の拡大
- 税制や生活保護の調整
- 加盟各国が法案に拒否権を行使することができる欧州理事会における、全会一致を要する政策分野の削減

懐疑論者は欧州連合の機構について、各国の議会の関与を強めるなどの急進的な修正や、自国の欧州連合脱退を唱えるなどの行動をとっている。

### 司法・内務の調整
一般的に欧州懐疑論者はヨーロッパ全体での刑事司法制度の調整は不要であると考えている。懐疑派は司法協力の強化はテロリストや国際犯罪組織に対する抑止力になるとする汎ヨーロッパ派の主張の正当性を疑問視している。また懐疑派は、司法や法体系に関する議論についての集権的な決定に向かわせる動きは欧州連合の文化的な意識に対する配慮の欠如の具体例であるとしている。
欧州懐疑論者の多くは、多少の差があるものの現行の欧州連合の司法制度はすべて犯罪に対する適切な防衛策であると認識している一方で、一部、中にはイギリス議会議員も含まれているが、このような者の間では大陸法の体系は推定無罪やそのほかの保証といった点で十分な保護規定を持たないとしており、英米法の体系とは相容れないとしている。しかしながらこのような保証規定は欧州人権条約において規定されており、すべての欧州連合加盟国は同条約に調印しなければならない。

## 欧州議会における懐疑論
欧州議会においても懐疑派が議席を有して会派を結成している。2004年、イギリス、ポーランド、デンマーク、スウェーデン出身の計37名の欧州議会議員はかつての民主主義と多様性のヨーロッパに由来する新会派「独立と民主主義」を結成した。新会派の主たる目的は欧州憲法条約の破棄と欧州統合のさらなる進展の反対である。会派内の一部の議員団、とりわけイギリス独立党はイギリスの完全な欧州連合脱退を主張している。
2009年では右派系の欧州保守改革グループや自由と民主主義のヨーロッパ、左派系の欧州統一左派や欧州緑グループ・欧州自由連盟もまた懐疑的な立場にある。

## 各国での懐疑論

### イギリス
イギリスにおける、欧州懐疑論は、欧州連合（当時は欧州経済共同体）の発足以来の大きな政治課題となっており、イギリスが欧州連合に加わった今もなおその風潮は減退していない。
元来「欧州懐疑（Euroskeptic）」という用語は、欧州連合に対する賛成・反対という議論で用いられてきたものである。国家や議会の独立性といった欧州連合に対する批判を重視すべきだという立場にある欧州懐疑派では、聞こえの良い「汎ヨーロッパ主義」の反義語として「欧州懐疑主義」は消極的な印象があり、欧州統合を唱えるものにとって修辞的に有利であるという意見がある。
レトリックな点での不利を回避するために、「欧州現実主義」という言葉が代わりに作り上げられた。しかし、近年では欧州現実主義という言葉は欧州懐疑主義よりも緩やかな意味合いを指すようになり、 欧州現実主義では欧州連合からの離脱や完全な解体は必ずしも必要ではなく、むしろある程度の機構の修正で済ませようという考え方を表すものとなった。
ほかに同義語として「欧州批判主義」や侮蔑的に表すものとして「欧州嫌悪主義」といった言葉が見受けられることがある。また単純な形容詞として「反欧州連合（反EU）」という言葉も使われるが、ほとんどの場合においてこれは類義語とみなされておらず、イギリスの欧州懐疑派はイギリスの欧州連合脱退を模索しているのではなく、組織の大幅な改革を推し進めようとしているのである。
欧州懐疑派の多くは自らの反対の立場を示すものとして汎ヨーロッパ主義という言葉を用いることには反対している。欧州懐疑派は自らの汎民主主義的イデオロギーのほうが連邦主義の者よりも汎ヨーロッパ的であるという立場を崩していない。欧州懐疑派では自らの反対の立場にあるものを「欧州愛好主義」などと呼称し、その理念を欧州連合支持、連邦主義、統合主義、欧州中央主義としている。
またイギリスの欧州懐疑派はメートル法化に反対しており、これを欧州連合による押し付けと考えている。
新自由主義をサッチャー以来40年余りにわたって信奉してきた保守党、サッチャー・レーガン路線を取り入れた労働党のもとで貧困化や移民との対立が続き、また2級市民の扱いを受ける移民側からも不満が出る中、2015年イギリス総選挙ではイギリス国民のEUへの反発を背景にEU離脱を唱えるイギリス独立党が1議席しか獲得こそしなかったものの得票を伸ばした。過半数を獲得した保守党のデーヴィッド・キャメロン政権はEUからの離脱を問う国民投票を2016年6月24日に実施した。投票の結果、有効票の約52%が離脱に投じられた。
2021年、イギリスは完全なブレグジットを遂行し、欧州連合を去った。

### オーストリア
極右とも評される右翼ポピュリズム政党のオーストリア自由党は、1989年から欧州懐疑論の立場を表明し、1994年のEU加盟や1998年のユーロ導入にも反対していた。

### フランス
第二次大戦後、ゴーリスト（ド・ゴール主義者）とフランス共産党は欧州統合の動きに対して一貫して抵抗してきた。
1978年、当時の大統領ヴァレリー・ジスカール・デスタンのライバルであったジャック・シラクは、著書「コシャンの呼び声（Appel de Cochin）」において、汎ユーロ主義者のデスタンが結成したフランス民主連合を「外国人の党」と評している。
EUによって移民政策の決定権が国家から抜き取られたとして国民戦線（現・国民連合）等が批判していた。
共産党や社会党の一部派閥は、欧州憲法条約は「超自由主義的」市場政策を不可逆的なものにするとして反対し、EUが自由経済、自由貿易、行政サービスや社会保障の解体、反民主的なまでのテクノクラシーと金権政治をもたらすと批判している。
EUからの離脱を掲げる政党の筆頭としては人民共和連合がある。

## 中東欧

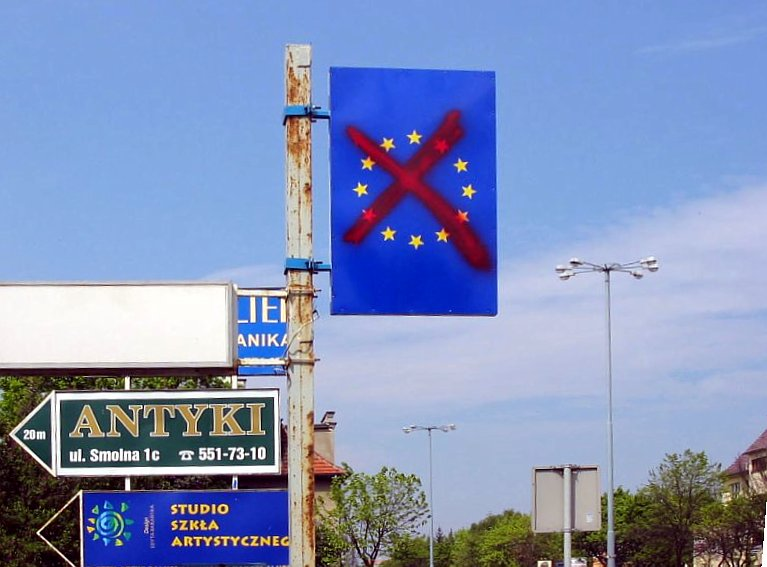
ポーランドにおいて落書きされた欧州連合の標識（2003年）

中欧の新しい加盟国では欧州懐疑論者の中で欧州連合の官僚制や社会主義者の風潮は成熟した西欧諸国の経済には適しているかもしれないが、いまだ脆弱な旧共産圏では経済に予期せぬ停滞を招く可能性があるという議論があがっている。新規加盟国の政府が欧州連合の求める要件に法令を整備するため、既存の加盟国がそのような法令を採択していない場合でも、財政拠出を実施しようとするときにこのような考え方が大きく取り沙汰される。汎ヨーロッパ主義者は、規制による負担は加盟後の経済成長で適合できるようになるものであり、欧州連合内では新規加盟国が経済成長率を改善することができるとしている。
このほかに、新規加盟国が非加盟の隣国との国境において、欧州連合の水準での管理を実施しなければならないという必要性が問題視されている。たとえばポーランドとウクライナの国境地帯で大きな影響が起こっている。欧州連合の査証制度導入により、隣国との国境を越えた通商が大幅に減少し、ポーランドの最貧地域では零細企業の多くが倒産した。このことから一部では、ポーランドの欧州連合加盟はウクライナに対する背信行為であり、結局のところロシアの影響圏に押し込むことになりかねないのである。経済学者の多くは、利益は平等に配分されないものの、1国単位の規模で見ると欧州連合域内での移動や開業の自由が与えられることによってこのような不利益は相殺されるとしている。
また欧州連合に対する批判として、東欧地域での近年の民族国家主義の隆興を防ぐことができないというものがあり、その例としてコソボが挙げられる。欧州連合は西欧諸国で機能するモデルを、東欧における異なる生活実態をまったく考慮せずに当てはめようとして非難され、このようなアプローチによって解決どころか問題がこじれるという主張がなされることがある。
ルーマニア、スロバキア、クロアチアの一部では、ハンガリーの民族統一主義者が東欧地域において欧州連合によって造られた新たな基盤を手に入れたという主張がある。ハンガリーの政治家は近隣諸国の内政問題に自分たちが関与することが欧州連合の規則により可能になったというのである。非難の対象となった最たる例として、ハンガリーが民族的少数の権利の正当な概念を、周辺地域におけるさまざまな形態の報復主義的行為を促進するために適用しようとしたことが挙げられる。ハンガリーは民族の概念を再定義する内容の身分法を修正し、経済的、社会的、文化的特恵を受ける対象を近隣諸国に所在するハンガリーの民族に拡大することでこの考え方を後押ししている。なおこの近隣諸国とされているルーマニア、スロバキア、クロアチア、ウクライナは2001年にこの法律に反対している。欧州評議会の機関である法による民主主義のための欧州委員会（ヴェニス委員会）がルーマニアにより招集され、ハンガリーの行動を批判している。

## 宗教団体からの懐疑論
欧州連合は一部の宗教団体からも強い批判を受けており、とりわけ福音派からは天啓的史観について批判されている。 EU は世俗的ヒューマニズムにきわめて強く根付いており、その政策において伝統的なキリスト教を破壊しているとして不満を抱いている。中には欧州連合を聖書の予言にある単一世界帝国の始まりと表現する者もいる。福音派の啓示書の解釈によると、ゆくゆくはこのような帝国は反キリストのような単一の支配者によって導かれるとされている。この観点に関する議論には欧州連合の象徴主義におけるオカルト的な重要性や、欧州連合の政策の非キリスト教的性質、公式文書における三位一体説の言及拒否、民族のアイデンティティを否定してヨーロッパ民族という概念の奨励が含まれている。またポーランドのセクトであるラジオ・マリヤとその指導者であるタデウシ＝ルィジクは欧州連合に強く反発している。

### 世論研究
- 欧州委員会による欧州懐疑主義関連の統計 （英語ほか19言語）

### 欧州懐疑主義を掲げるサイト
- 欧州議会会派「自由と民主主義のヨーロッパ」 （英語、フランス語）
- The Better Off Out Campaign（英語）
- The Democracy Movement（英語）
- Democracy in Europe（英語）
- Sovereignty（英語）
- The European Foundation（英語）
- Free Europe Vote Initiative（英語）
- イギリス独立党（英語）
- イギリス民主党（英語）
- Eurorealist（英語）
- Bruges Group（英語）
- Research Centre Free Europe（英語）

### 欧州連合への批判を唱えるサイト
- European Commission Propaganda Comic（英語）
- The European Parliament should be located in Brussels（英語） - 欧州議会のブリュッセル完全移転を訴える。

### 欧州懐疑主義への反論
- 欧州委員会出版局（ロンドン）（英語）
- Benefits of European Union membership （英語ほか19言語） - 欧州連合ポータルサイト "Europa" 内
- Europe In 12 Lessons （アイルランド語を除く欧州連合公用22言語） -  欧州連合ポータルサイト "Europa" 内
- Britain in the EU 外務英連邦省（英語）